# 大茲利伊夫
51°42′50″N 30°51′47″E / 51.71389°N 30.86306°E
大茲利伊夫（烏克蘭語：Великий Зліїв），是烏克蘭北部的村莊，隸屬切爾尼希夫州的切爾尼希夫區。該村始建於1686年，面積1.43平方公里，海拔高度154米，2001年人口293，人口密度每平方公里204.9人。